# Carnago
Carnago är en ort och kommun i provinsen Varese i regionen Lombardiet i Italien. Kommunen hade 6 657 invånare (2018).